# گمینا گیتژواود
گمینا گیتژواود (به لهستانی:  Gmina Gietrzwałd) یک گمینا در لهستان است که در شهرستان اولشتین واقع شده‌است. گمینا گیتژواود ۱۷۴٫۱۳ کیلومتر مربع مساحت و ۵٬۳۱۵ نفر جمعیت دارد.